# Vedran Runje
Vedran Runje, född 10 februari 1976 i Sinj i Jugoslavien (nuvarande Kroatien), är en kroatisk före detta fotbollsmålvakt. Runje har spelat i många olika klubbar i olika länder. Han har spelat för det kroatiska landslaget.

## Klubbar
- 1993–1995  :  HNK Trogir
- 1996–1998  :  Hajduk Split
- 1998–2001  :  Standard de Liège
- 2001–2004  :  Olympique de Marseille
- 2004–2006  :  Standard de Liège
- 2006–2007  :  Beşiktaş JK
- 2007–2011 :  Racing Club de Lens